# شلوکنوو
شلوکنوو (به لاتین: Šluknov) یک منطقهٔ مسکونی در جمهوری چک است که در ناحیه دیتشین واقع شده‌است. شلوکنوو ۵٬۶۴۷ نفر جمعیت دارد.